# هال غريغز
هال غريغز (بالإنجليزية: Hal Griggs)‏ هو لاعب كرة قدم أمريكية أمريكي، ولد في 27 نوفمبر 1900 في تورونتو في كندا، وتوفي في 29 ديسمبر 1987.

## وصلات خارجية
- هال غريغز على موقع مرجع كرة القدم المحترفة.كوم (الإنجليزية)